# Leacaman
Leacaman är en ort i Mexiko.   Den ligger i kommunen Huehuetla och delstaten Puebla, i den sydöstra delen av landet, 170 km öster om huvudstaden Mexico City. Leacaman ligger 787 meter över havet och antalet invånare är 1 897.
Terrängen runt Leacaman är kuperad. Runt Leacaman är det ganska tätbefolkat, med 207 invånare per kvadratkilometer. Närmaste större samhälle är Olintla, 4,3 km väster om Leacaman. I omgivningarna runt Leacaman växer i huvudsak städsegrön lövskog.